# John Eccles
John Eccles (n. circa 1668, Londra – d. 12 ianuarie 1735, Hampton Wick) a fost un compozitor englez.

## Lucrări
- Opere
  - Love for Love de William Congreve
  - The Spanish Friar de John Dryden
  - Don Quixote de Thomas d'Urfey (cuHenry Purcell)
- Masques
  - Macbeth după William Shakespeare (Londra 1694)
  - The Rape of Europa Masque (Londra 1694)
  - The Loves of Mars and Venus (Londra 1696)
  - Hercules (Londra 1697)
  - A Musical Entertainment (Londra 1697)
  - Ixion (Londra 1697)
  - Europe's Revels for the Peace (Londra 1697)
  - Rinaldo and Armida (Londra 1698)
  - The Judgment of Paris or The Prize of Music (Londra 1701)
  - The British Enchanters or No Magic like Love (Londra 1706)
  - Semele (1707)